# Championnat de la CONCACAF des moins de 20 ans 2009
Navigation
Championnat CONCACAF 2011
Le Championnat de la CONCACAF des moins de 20 ans 2009, vingt-deuxième édition du Championnat d'Amérique du Nord, centrale et Caraïbe de football des moins de 20 ans, réunit huit sélections de football d'Amérique du Nord, d'Amérique centrale et des Caraïbes affiliées à la CONCACAF. La compétition se déroule à Trinité-et-Tobago du 6 mars au 15 mars 2009.
La compétition sert aussi de phase qualificative pour la Coupe du monde des moins de 20 ans 2009, tenue en Égypte du 25 septembre au 16 octobre 2009.

## Équipes qualifiées
| Pays              | Qualification                                    | Date              | Participations                                                              | Meilleur résultat          | Dernière participation (résultat obtenu) |
| ----------------- | ------------------------------------------------ | ----------------- | --------------------------------------------------------------------------- | -------------------------- | ---------------------------------------- |
| Trinité-et-Tobago | Hôte                                             |                   | +16,                                                                        | Finaliste (1) · 1990       | 2007 (Huitième)                          |
| Canada            | Automatique (NAFU)                               |                   | +17,                                                                        | Vainqueur (2) · 1986, 1996 | 2005 (Deuxième)                          |
| Mexique           | Automatique (NAFU)                               | +21,              | Vainqueur (10) · 1962, 1970, 1973, 1974, 1976, 1978, 1980, 1984, 1990, 1992 | 2007 (Deuxième)            |                                          |
| États-Unis        | Automatique (NAFU)                               | +19,              | Finaliste (4) · 1980, 1982, 1986, 1992                                      | 2007 (Premier)             |                                          |
| Costa Rica        | Tournoi qualificatif d'Amérique centrale (UNCAF) | 21 septembre 2008 | +16,                                                                        | Vainqueur (1) · 1988       | 2007 (Troisième)                         |
| Salvador          | Tournoi qualificatif d'Amérique centrale (UNCAF) | 27 septembre 2008 | +13,                                                                        | Vainqueur (1) · 1964       | 2003 (Septième)                          |
| Honduras          | Tournoi qualificatif d'Amérique centrale (UNCAF) | 2 mars 2009       | +15,                                                                        | Vainqueur (1) · 1982, 1994 | 2005 (Troisième)                         |
| Jamaïque          | Tournoi qualificatif caribéen (CFU)              | 13 janvier 2009   | +16,                                                                        | Troisième (1) · 1970       | 2007 (Huitième)                          |

## Villes et stades
Le 11 novembre 2008, la CONCACAF annonce que l'État caribéen de Trinité-et-Tobago accueillera la compétition tenue en mars 2009.
| Bacolet Tobago | MacoyaTrinidad   |
| --- | ---------------- |
| Stade Dwight-Yorke | Stade Marvin-Lee |
| Capacité : 7 500 | Capacité : 6 000 |
| [[Fichier:Trinidad and Tobago location map.svg\|400px\|{{#if:\|{{{alt}}}\|Championnat de la CONCACAF des moins de 20 ans 2009 est dans la page Trinité-et-Tobago.]]Bacolet Macoya Championnat de la CONCACAF des moins de 20 ans 2009 (Trinité-et-Tobago) |                  |

## Phase de groupes

### Groupe A
|   | Équipe     | Pts | J | G | N | P | Bp | Bc | Diff |
| - | ---------- | --- | - | - | - | - | -- | -- | ---- |
| 1 | États-Unis | 7   | 3 | 2 | 1 | 0 | 5  | 0  | +5   |
| 2 | Honduras   | 5   | 3 | 1 | 2 | 0 | 6  | 2  | +4   |
| 3 | Jamaïque   | 3   | 3 | 1 | 0 | 2 | 2  | 8  | -6   |
| 4 | Salvador   | 1   | 3 | 0 | 1 | 2 | 3  | 6  | -3   |

| Journée 1   | Honduras                   | 2 - 2   | Salvador                | Stade Dwight-Yorke, Bacolet                         |                                                     |
| 6 mars 2009 | Rojas 65e · Valladares 82e | (0 - 0) | 77e Blanco · 90e Flores | Spectateurs : 556 Arbitrage : Roberto García Orozco | Spectateurs : 556 Arbitrage : Roberto García Orozco |
| 6 mars 2009 | Rapport                    |         |                         | Spectateurs : 556 Arbitrage : Roberto García Orozco | Spectateurs : 556 Arbitrage : Roberto García Orozco |

| Journée 1   | Jamaïque | 0 - 3   | États-Unis                                 | Stade Dwight-Yorke, Bacolet                  |                                              |
| 6 mars 2009 |          | (0 - 1) | 8e Marošević · 78e Duka · 83e Schuler (en) | Spectateurs : 556 Arbitrage : Ricardo Cerdas | Spectateurs : 556 Arbitrage : Ricardo Cerdas |
| 6 mars 2009 | Rapport  |         |                                            | Spectateurs : 556 Arbitrage : Ricardo Cerdas | Spectateurs : 556 Arbitrage : Ricardo Cerdas |

| Journée 2   | Salvador | 1 - 2   | Jamaïque                | Stade Dwight-Yorke, Bacolet             |                                         |
| 8 mars 2009 | Sosa 11e | (1 - 1) | 8e Campbell · 56e Adlam | Spectateurs : 524 Arbitrage : Paul Ward | Spectateurs : 524 Arbitrage : Paul Ward |
| 8 mars 2009 | Rapport  |         |                         | Spectateurs : 524 Arbitrage : Paul Ward | Spectateurs : 524 Arbitrage : Paul Ward |

| Journée 2   | États-Unis | 0 - 0   | Honduras | Stade Dwight-Yorke, Bacolet                       |                                                   |
| 8 mars 2009 |            | (0 - 0) |          | Spectateurs : 524 Arbitrage : Geoffrey Hospedales | Spectateurs : 524 Arbitrage : Geoffrey Hospedales |
| 8 mars 2009 | Rapport    |         |          | Spectateurs : 524 Arbitrage : Geoffrey Hospedales | Spectateurs : 524 Arbitrage : Geoffrey Hospedales |

| Journée 3    | Jamaïque | 0 - 4   | Honduras                                                | Stade Dwight-Yorke, Bacolet                       |                                                   |
| 10 mars 2009 |          | (0 - 1) | 44e Leverón · 47e Martínez · 62e Rojas · 72e Altamirano | Spectateurs : 467 Arbitrage : Geoffrey Hospedales | Spectateurs : 467 Arbitrage : Geoffrey Hospedales |
| 10 mars 2009 | Rapport  |         |                                                         | Spectateurs : 467 Arbitrage : Geoffrey Hospedales | Spectateurs : 467 Arbitrage : Geoffrey Hospedales |

| Journée 3    | États-Unis            | 2 - 0   | Salvador | Stade Dwight-Yorke, Bacolet                 |                                             |
| 10 mars 2009 | Shea 30e · Taylor 41e | (2 - 0) |          | Spectateurs : 467 Arbitrage : Rene Guerrero | Spectateurs : 467 Arbitrage : Rene Guerrero |
| 10 mars 2009 | Rapport               |         |          | Spectateurs : 467 Arbitrage : Rene Guerrero | Spectateurs : 467 Arbitrage : Rene Guerrero |

### Groupe B
|   | Équipe            | Pts | J | G | N | P | Bp | Bc | Diff |
| - | ----------------- | --- | - | - | - | - | -- | -- | ---- |
| 1 | Costa Rica        | 7   | 3 | 2 | 1 | 0 | 3  | 1  | +2   |
| 2 | Trinité-et-Tobago | 5   | 3 | 1 | 2 | 0 | 3  | 2  | +1   |
| 3 | Canada            | 3   | 3 | 1 | 0 | 2 | 3  | 3  | 0    |
| 4 | Mexique           | 1   | 3 | 0 | 1 | 2 | 2  | 5  | -3   |

| Journée 1   | Mexique | 0 - 1   | Costa Rica   | Stade Marvin-Lee, Macoya                     |                                              |
| 7 mars 2009 |         | (0 - 1) | 39e Martínez | Spectateurs : 4 000 Arbitrage : Walter López | Spectateurs : 4 000 Arbitrage : Walter López |
| 7 mars 2009 | Rapport |         |              | Spectateurs : 4 000 Arbitrage : Walter López | Spectateurs : 4 000 Arbitrage : Walter López |

| Journée 1   | Trinité-et-Tobago | 1 - 0   | Canada | Stade Marvin-Lee, Macoya                      |                                               |
| 7 mars 2009 | de Silva 82e      | (0 - 0) |        | Spectateurs : 4 000 Arbitrage : Óscar Mondada | Spectateurs : 4 000 Arbitrage : Óscar Mondada |
| 7 mars 2009 | Rapport           |         |        | Spectateurs : 4 000 Arbitrage : Óscar Mondada | Spectateurs : 4 000 Arbitrage : Óscar Mondada |

| Journée 2   | Canada               | 2 - 0   | Mexique | Stade Marvin-Lee, Macoya                      |                                               |
| 9 mars 2009 | Edwini-Bonsu 75e 82e | (0 - 0) |         | Spectateurs : 4 000 Arbitrage : Elmer Bonilla | Spectateurs : 4 000 Arbitrage : Elmer Bonilla |
| 9 mars 2009 | Rapport              |         |         | Spectateurs : 4 000 Arbitrage : Elmer Bonilla | Spectateurs : 4 000 Arbitrage : Elmer Bonilla |

| Journée 2   | Trinité-et-Tobago | 0 - 0   | Costa Rica | Stade Marvin-Lee, Macoya                        |                                                 |
| 9 mars 2009 |                   | (0 - 0) |            | Spectateurs : 4 000 Arbitrage : Ricardo Salazar | Spectateurs : 4 000 Arbitrage : Ricardo Salazar |
| 9 mars 2009 | Rapport           |         |            | Spectateurs : 4 000 Arbitrage : Ricardo Salazar | Spectateurs : 4 000 Arbitrage : Ricardo Salazar |

| Journée 3    | Costa Rica             | 2 - 1   | Canada           | Stade Marvin-Lee, Macoya                     |                                              |
| 11 mars 2009 | Castro 25e · Ureña 72e | (1 - 1) | 12e Edwini-Bonsu | Spectateurs : 5 000 Arbitrage : Kevin Thomas | Spectateurs : 5 000 Arbitrage : Kevin Thomas |
| 11 mars 2009 | Rapport                |         |                  | Spectateurs : 5 000 Arbitrage : Kevin Thomas | Spectateurs : 5 000 Arbitrage : Kevin Thomas |

| Journée 3    | Trinité-et-Tobago          | 2 - 2   | Mexique                    | Stade Marvin-Lee, Macoya                      |                                               |
| 11 mars 2009 | Clarence 52e · Bentick 60e | (0 - 2) | 8e Velasquez · 45e Salazar | Spectateurs : 5 000 Arbitrage : Óscar Moncada | Spectateurs : 5 000 Arbitrage : Óscar Moncada |
| 11 mars 2009 | Rapport                    |         |                            | Spectateurs : 5 000 Arbitrage : Óscar Moncada | Spectateurs : 5 000 Arbitrage : Óscar Moncada |

## Tableau final
|  | Demi-finales          | Demi-finales          | Demi-finales    | Demi-finales    |                               |            | Finale          | Finale          | Finale          | Finale          |
|  |                       |                       |                 |                 |                               |            |                 |                 |                 |                 |
|  | 13 mars, Macoya       | 13 mars, Macoya       | 13 mars, Macoya | 13 mars, Macoya |                               |            | 15 mars, Macoya | 15 mars, Macoya | 15 mars, Macoya | 15 mars, Macoya |
|  | Costa Rica (t. a. b.) | Costa Rica (t. a. b.) | 0 (4)           | 0 (4)           |                               |            | 15 mars, Macoya | 15 mars, Macoya | 15 mars, Macoya | 15 mars, Macoya |
|  | Costa Rica (t. a. b.) | Costa Rica (t. a. b.) | 0 (4)           | 0 (4)           |                               |            | 15 mars, Macoya | 15 mars, Macoya | 15 mars, Macoya | 15 mars, Macoya |
|  | Honduras              | Honduras              | 0 (2)           | 0 (2)           |                               |            | 15 mars, Macoya | 15 mars, Macoya | 15 mars, Macoya | 15 mars, Macoya |
|  | Honduras              | Honduras              | 0 (2)           | 0 (2)           | Costa Rica                    | Costa Rica | 3               | 3               |                 |                 |
|  | 13 mars, Macoya       |                       |                 |                 | Costa Rica                    | Costa Rica | 3               | 3               |                 |                 |
|  |                       |                       | États-Unis      | États-Unis      | 0                             | 0          |                 |                 |                 |                 |
|  | États-Unis (t. a. b.) | États-Unis (t. a. b.) | États-Unis      | États-Unis      | 0                             | 0          | 0 (4)           | 0 (4)           |                 |                 |
|  | États-Unis (t. a. b.) | États-Unis (t. a. b.) |                 |                 |                               |            |                 | 0 (4)           |                 |                 |
|  | Trinité-et-Tobago     | Trinité-et-Tobago     | 0 (3)           | 0 (3)           |                               |            |                 |                 |                 |                 |
|  | Trinité-et-Tobago     | Trinité-et-Tobago     | 0 (3)           | 0 (3)           | Match pour la troisième place |            |                 |                 |                 |                 |
|  |                       |                       |                 |                 |                               |            |                 |                 |                 |                 |
|  | 015 mars, Macoya      |                       |                 |                 |                               |            |                 |                 |                 |                 |
|  | 0 Trinité-et-Tobago   | 0 Trinité-et-Tobago   | 1               | 1               |                               |            |                 |                 |                 |                 |
|  | 0 Trinité-et-Tobago   | 0 Trinité-et-Tobago   | 1               | 1               |                               |            |                 |                 |                 |                 |
|  | 0 Honduras            | 0 Honduras            | 2               | 2               |                               |            |                 |                 |                 |                 |
|  | 0 Honduras            | 0 Honduras            | 2               | 2               |                               |            |                 |                 |                 |                 |

### Demi-finales
| 10 mars 2009                       | Costa Rica        | 0 - 0                                 | Honduras | Stade Dwight-Yorke, Bacolet                  |                                              |
|                                    |                   | (0 - 0)                               |          | Spectateurs : 4 500 Arbitrage : Walter López | Spectateurs : 4 500 Arbitrage : Walter López |
|                                    | Rapport           |                                       |          | Spectateurs : 4 500 Arbitrage : Walter López | Spectateurs : 4 500 Arbitrage : Walter López |
| Estrada · Guzmán · Gamboa · Castro | Tirs au but 4 - 2 | Leverón · Mejía · Mayorquín · Fonseca |          | Spectateurs : 4 500 Arbitrage : Walter López | Spectateurs : 4 500 Arbitrage : Walter López |

| 10 mars 2009                                            | États-Unis        | 0 - 0                                       | Trinité-et-Tobago | Stade Dwight-Yorke, Bacolet                           |                                                       |
|                                                         |                   | (0 - 0)                                     |                   | Spectateurs : 4 500 Arbitrage : Roberto García Orozco | Spectateurs : 4 500 Arbitrage : Roberto García Orozco |
|                                                         | Rapport           |                                             |                   | Spectateurs : 4 500 Arbitrage : Roberto García Orozco | Spectateurs : 4 500 Arbitrage : Roberto García Orozco |
| Jeffrey · Duka · Marošević · Davies (en) · Wallace (en) | Tirs au but 4 - 3 | Rochford · Joseph · Bentick · Bateau · Paul |                   | Spectateurs : 4 500 Arbitrage : Roberto García Orozco | Spectateurs : 4 500 Arbitrage : Roberto García Orozco |

### Match pour la troisième place
| 10 mars 2009 | Honduras                  | 2 - 1   | Trinité-et-Tobago | Stade Dwight-Yorke, Bacolet                   |                                               |
|              | Rojas 47e · Mayorquin 89e | (0 - 0) | 58e Grosvenor     | Spectateurs : 2 500 Arbitrage : Elmer Bonilla | Spectateurs : 2 500 Arbitrage : Elmer Bonilla |
|              | Rapport                   |         |                   | Spectateurs : 2 500 Arbitrage : Elmer Bonilla | Spectateurs : 2 500 Arbitrage : Elmer Bonilla |

### Finale
| 10 mars 2009 | Costa Rica                     | 3 - 0   | États-Unis | Stade Dwight-Yorke, Bacolet                         |                                                     |
|              | Estrada 40e · Martínez 68e 80e | (1 - 0) |            | Spectateurs : 2 500 Arbitrage : Geoffrey Hospedales | Spectateurs : 2 500 Arbitrage : Geoffrey Hospedales |
|              | Rapport                        |         |            | Spectateurs : 2 500 Arbitrage : Geoffrey Hospedales | Spectateurs : 2 500 Arbitrage : Geoffrey Hospedales |

| Vainqueur du Championnat de la CONCACAF des moins de 20 ans 2009 Costa Rica 2e titre |

## Classement final
|   | Équipe            | Pts | J | G | N | P | Bp | Bc | Diff | Final                       |
| - | ----------------- | --- | - | - | - | - | -- | -- | ---- | --------------------------- |
| 1 | Costa Rica        | 11  | 5 | 3 | 2 | 0 | 6  | 1  | +5   | Champion                    |
| 2 | États-Unis        | 8   | 5 | 2 | 2 | 1 | 5  | 3  | +2   | Finaliste                   |
| 3 | Honduras          | 9   | 5 | 2 | 3 | 0 | 8  | 3  | +5   | Troisième                   |
| 4 | Trinité-et-Tobago | 5   | 5 | 1 | 3 | 1 | 4  | 4  | 0    | Quatrième                   |
| 5 | Canada            | 3   | 3 | 1 | 0 | 2 | 3  | 3  | 0    | Éliminé en phase de groupes |
| 6 | Jamaïque          | 3   | 3 | 1 | 0 | 2 | 2  | 8  | -6   | Éliminé en phase de groupes |
| 7 | Salvador          | 3   | 3 | 0 | 1 | 2 | 3  | 6  | -3   | Éliminé en phase de groupes |
| 8 | Mexique           | 3   | 3 | 0 | 1 | 2 | 2  | 5  | -3   | Éliminé en phase de groupes |